# ماريجوت (سان مارتين)
ماريجوت : هي المدينة الرئيسية والعاصمة في الجماعية الفرنسية لسانت مارتن .

## التاريخ والميزات
كانت في الأصل قرية صيد على مستنقع التي سميت باسمها، وأصبحت ماريجوت عاصمة في عهد الملك لويس السادس عشر ، الذي بنى حصن سانت لويس على تل بالقرب من خليج ماريجوت. اليوم، هذا المبنى هو الأهم في ماريجوت.
ماريجوت هي نموذجية لمدن البحر الكاريبي، مع منازل خبز الزنجبيل وحانات الرصيف . أيام السوق هي صباح كل أربعاء وسبت. قام طاقم الصورة المتحركة Speed 2 لعام 1997 بتصوير المشهد الأخير هنا حيث يضرب Seabourn Legend الجزيرة.
تم بناء كنيسة سانت مارتن أوف تورز في شارع دو فورت لويس عام 1941.

## جغرافية

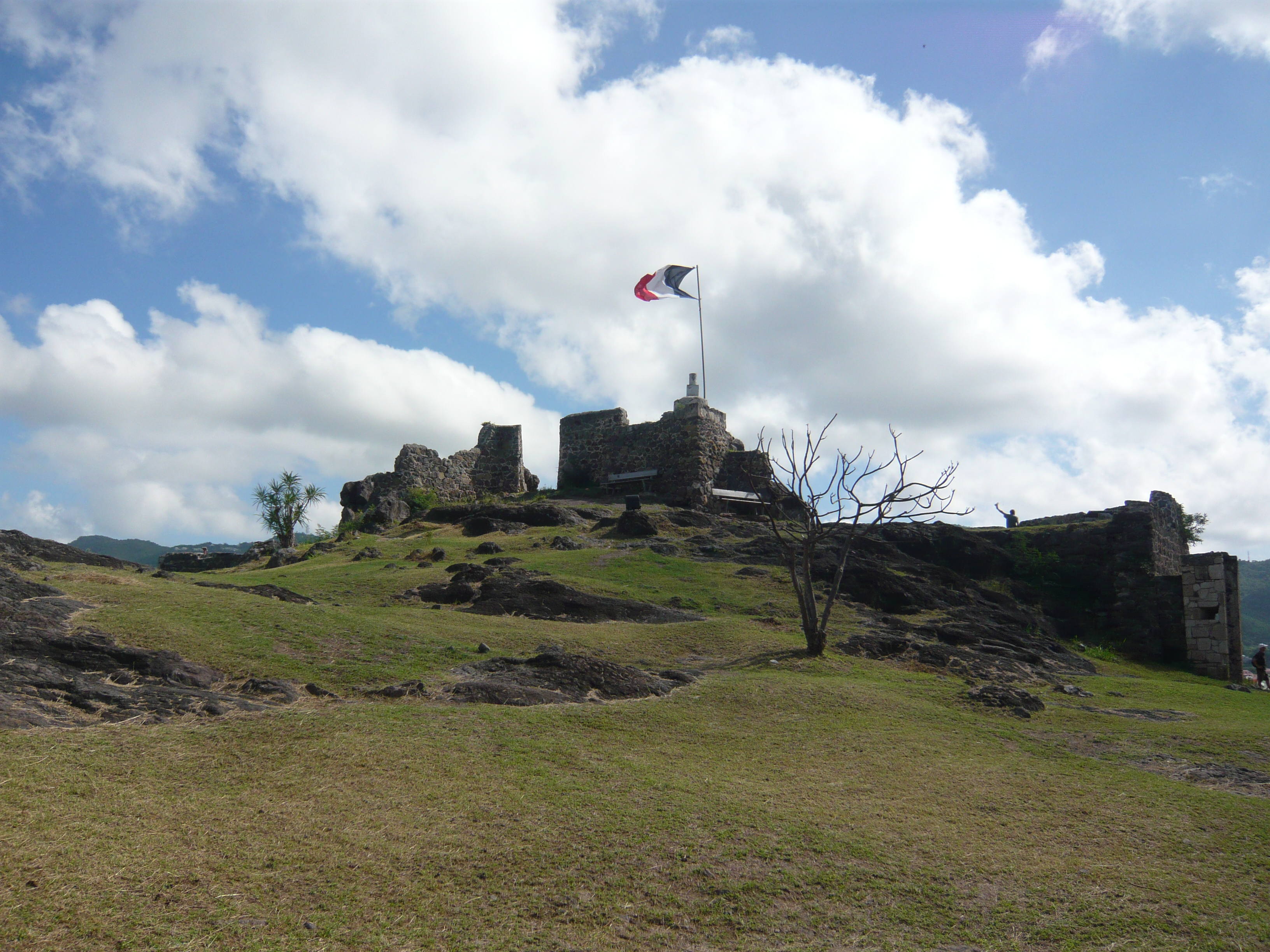
فورت سانت لويس ، 2010

تقع ماريجوت على الساحل الغربي لجزيرة سانت مارتن. يمتد من الساحل إلى الغرب، على طول خليج ماريجوت والتلال الداخلية للجزيرة إلى الشرق. من الجنوب الغربي يحدها خليج سيمبسون.

### مناخ
تتمتع ماريجوت بمناخ السافانا الاستوائية ( كوبن أو ) ، مع طقس دافئ جدًا إلى حار ورطب على مدار العام. هطول الأمطار - الذي يقله ظل المطر للجبال إلى الشرق - ليس شديداً كما هو الحال في معظم المناخات من هذا النوع، حيث تحدث الذروة من أغسطس إلى نوفمبر بسبب الأعاصير .

## المواصلات
يخدم المدينة مطار الأميرة جوليانا الدولي وكذلك مطار ليسبيرانس . هناك عبارة إلى Blowing Point ، أنغيلا .

## روابط خارجية
- دليل سانت مارتن السياحي
- www.geographia.com ، سانت مارتن